# Rodrigues Júnior

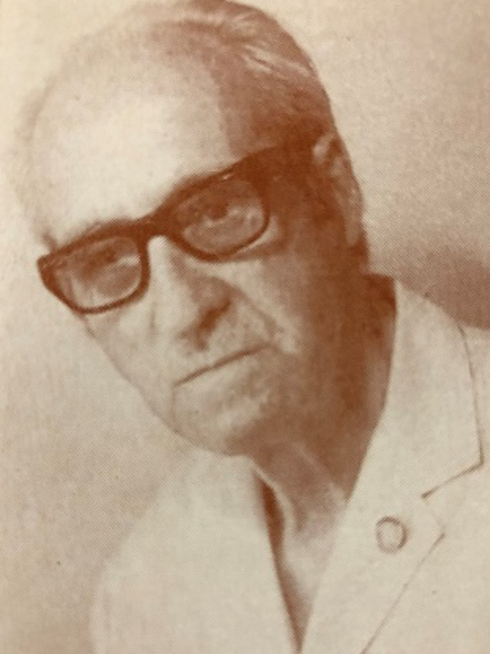
José Rodrigues Júnior em 1974

José Rodrigues Júnior (Socorro, Lisboa, 26 de outubro de 1902-16 de novembro de 1990 (88 anos)) foi um escritor e jornalista português que se dedicou durante 57 anos ao estudo dos problemas de Moçambique, realizando viagens de inquérito económico e social através de todo território moçambicano. A sua obra embora considerada controversa, é caracterizada por um espírito ideologicamente independente, e inclui mais de 50 publicações, entre ensaios, estudos, romances e reportagens.

## Biografia
José Rodrigues Júnior, descendente de gente oriunda da Ilha da Madeira, nasceu acidentalmente em Lisboa, a 26 de outubro de 1902. 
Em 1919 embarcava, como colono, para Moçambique, onde desde então viveu até 19 de outubro de 1976.
Foi membro da Secção de Letras da Sociedade de Estudos de Moçambique, presidente do Centro Cultural dos Novos, chefe da redação de O Emancipador, de O Jornal e do Notícias, de Lourenço Marques, e redator-principal e proprietário da revista de arte e crítica Miragem. Colaborou na revista Seara Nova, de que foi correspondente em Nampula, assim como também na revista portuense Civilização, e representou, durante muitos anos, em Lourenço Marques, o Diário de Luanda. 
Como delegado do Jornal Notícias, em 1953, foi convidado da K.L.M., na viagem inaugural dos aviões Super-Constellation, nas carreiras Amesterdão-Joanesburgo, escrevendo então o livro Viagem à Holanda. Da mesma forma, em 1955, ao serviço do mesmo jornal, fez-se representar na viagem inaugural dos Super-Constellation, nas carreiras Lisboa-Lourenço Marques, da TAP, de que veio a publicar o volume Aguarelas. No ano de 1960, em representação do jornal Diário, foi a Goa, Damão e Diu, editando o livro Terra Nossa na Costa do Malabar. Em 1962, a convite do governo da República Federal Alemã e também ao serviço do jornal Diário, foi à Alemanha Ocidental, publicando o livro Caminhos da Alemanha Ocidental. Em 1963, também pelo mesmo jornal, foi a Angola integrado na comitiva de jornalistas que acompanhou o Presidente da República Portuguesa, dando ao público o volume Angola-Terra de Portugal. Da mesma forma o fez, na viagem presidencial a Moçambique, de que escreveu o livro Moçambique-Terra de Portugal. Em outubro de 1965, indicado pelo ministro do Ultramar, representou Moçambique no 1º Encontro de Escritores Portugueses, na cidade do Porto, editando o volume de crónicas e ensaios Encontros.
Na opinião da critica metropolitana da altura, “os seus estudos sobre Moçambique são, a par de notáveis obras literárias, trabalhos de sociólogo, de colonialista, de moralista e, até, de economista – e muitas das melhores páginas da nossa novelística e da nossa reportagem, destes últimos 30 anos, por exemplo, saíram das suas infatigáveis mãos”.
Da sua obra destacam-se as publicações dos livros, O Homem Negro das Regiões do Sul do Save, Os Indígenas de Moçambique, Do Homem Negro – da Sua Vida e da sua Arte, Para Uma Cultura Africana de Expressão Portuguesa, A Aventura do Mato e a Colonização Dirigida, O Negro de Moçambique, Africa – Terra de Promissão (Prémio Literatura Ultramarina), Meque o Pescador Negro (1º Prémio de Jornalismo), Terra Nossa da Costa de Malabar (Prémio Nacional Afonso de Bragança), Ruy de Noronha – Poeta de Moçambique, os romances/obras de ficção, Sehura, O Branco da Motase, Calanga, Muende (Prémio Nacional Fernão Mendes Pinto), Era o Terceiro dia de Vento Sul (Prémio Ricardo Malheiros da Academia de Ciências de Lisboa) e Omar Ali.
José Rodrigues Júnior, foi ainda distinguido pelo Prémio Afonso de Bragança, de jornalismo, entregue no Palácio Foz em 1962. 
Pelo conjunto da sua obra literária, foi distinguido com o Grau de Oficial da Ordem do Infante Dom Henrique e com a Cruz de Cavaleiro da Soberana Ordem dos Cavaleiros de Colombo, pelo seu livro Caminhos da Alemanha Ocidental, em 1963.
A sua obra projetou-se para além-fronteiras de Portugal. Vários autores citam com relevo o seu trabalho como escritor, nas suas publicações, nomeadamente O ensaio Mozambique-Pueblo Nuevo, de Dom Francisco Elias Tejada, catedrático da universidade de Sevilha; o estudo Portuguese Africa, de James Duffy, catedrático da universidade de Harvard, de Cambridge, Massachusetts; o estudo crítico e histórico African Literature in the Portuguese Language, do prof. Dr. Gerald M. Moser, da Pennsylvania University e o ensaio Estudios de Derecho Bantu, do prof Dr. José F. Lorca Navarrete, da Universidade de Córdova.
Após regresso a Portugal, em 1976, repartiu a sua morada, por Cabeço de Bustos (distrito de Aveiro), Benfica e Queluz de Baixo (distrito de Lisboa), profundamente desiludido e amargurado com um mundo hipócrita que não conseguiu entender e afastando-se dos homens, deixou-se aproximar e aconchegar no Mundo da Fé de Cristo, como católico que passou a acreditar ser em determinada fase da sua vida.
José Rodrigues Júnior, faleceu em 16 de novembro de 1990, exilado da terra que tanto sentiu e amou durante 57 anos da sua vida – Moçambique. 

## Obras Publicadas

#### Ensaios
- A Paz e a Vida (1937)
- Homem, Trabalho e Salário (1937)
- Para Uma Cultura Moçambicana (1951)
- Afirmação de Presença (1952)
- Literatura Colonial (1953)
- Considerações (1954)
- Terra, Homens e Ideias (1957)
- Literatura Ultramarina (O escritor, o Homem e o meio) (1962)
- Depoimento (1964)
- Poetas de Moçambique (1965)
- Encontros (1966)
- Mãe Negra (1967)
- O Homem Negro das Regiões ao Sul do Save (contribuição para um juízo interpretativo do problema da sua promoção social) (1969)
- Os indígenas de Moçambique (1971)
- Alguns Poetas de Moçambique (1972)
- Do Homem Negro – da sua Vida e da Sua Arte (1974)
- Para Uma Cultura Africana de Expressão Portuguesa (1977)
- Ruy de Noronha – Poeta de Moçambique (1980)

#### Estudos de Assuntos Ultramarinos
- Caminhos de Ferro de Moçambique (1938)
- Sobre indígenas e Missões (1940)
- Aventura do Mato e Colonização Dirigida (1945)
- O Negro de Moçambique (1955)
- Transportes de Moçambique (1956)
- Colonização (Contribuição para o seu estudo em Moçambique) (1959)
- Alguns Aspectos Culturais do Turismo em Moçambique) (1961)

#### Reportagens-Inquérito
- Problemas de Moçambique (1942)
- Diário de Viagem (8.000 kms em Moçambique) (1943)
- Actividades e Problemas do Niassa e de Manica e Sofala (1944)
- A Voz dos Colonos de Moçambique (1945)
- Terra Moçambicana (1945)
- À Procura de Outras Terras e Outras Gentes (1947)
- África – Terra de Promissão (1949)
- Meque – O Pescador Negro (1950)
- Por Terras de Monomotapa (1951)
- Viagem à Holanda (1954)
- Aguarelas (1956)
- Negros e Brancos (1958)
- Terra Nossa na Costa do Malabar (1961)
- Caminhos da Alemanha Ocidental (1963)
- Angola Terra de Portugal (1964)
- Moçambique Terra de Portugal (1965)
- Caminhos do Colonato do Limpopo (1965)
- Quando se Pensa nos Que Lutam (1970)
- Cabota-Bassa (1973)
- A Alma da Nossa Rua (1974)

#### Romances
- Sehura (1944)
- O Branco da Motase (1952)
- Calanga (1965)
- Muende (1960)
- Era o Terceiro Dia de Vento Sul (1968)
- Omar Ali (1ª Edição em 1975 e 2ª Edição em 1977)

## Prémios
Alguns destes trabalhos foram galardoados com diplomas, prémios nacionais e internacionais.
- Diploma de Honra do Núcleo de Arte (1945)
- Diploma de Honra do Concurso de Literatura Ultramarina (1945)
- Prémio de Literatura Ultramarina (1949)
- 1º Prémio de Jornalismo (1950)
- Diploma de Honra do Concurso de Literatura Ultramarina (1951)
- Prémio Fernando Mendes Pinto, Nacional, de Literatura Ultramarina (1960)
- Prémio Afonso de Bragança, Nacional, de Jornalismo (1962)
- Grau de Oficial da Ordem do Infante Dom Henrique, pelo conjunto da sua obra literária (1964)
- Cruz de Cavaleiro da Soberana Ordem dos Cavaleiros de Colombo, distinção Internacional, pelo seu livro “Caminhos da Alemanha Ocidental” (1965)
- Prémio Ricardo Malheiros da Academia de Ciências de Lisboa, da classe Letras (1969)